# Zemfira Magomedalieva
Zemfira Ramazanovna Magomedalieva (russo:  Зенфира Рамазанова Магомедалиева, tr. Zenfira Magomedalieva; IPA: [zʲɪnˈfʲirə məɡəmʲɪdɐˈlʲi(ɪ̯)ɪvə]; Tlyarata, 8 de fevereiro de 1988) é uma boxeadora russa, medalhista olímpica.

## Carreira
Magomedalieva conquistou a medalha de bronze nos Jogos Olímpicos de Verão de 2020 em Tóquio como representante do Comitê Olímpico Russo, após confronto na semifinal contra a chinesa Li Qian na categoria peso médio. Ela ganhou uma medalha no Campeonato Mundial Feminino de Boxe da AIBA 2019.